# Harvard Step Test
De Harvard Step Test is een cardiale stresstest voor het opsporen van hart- en vaatziekten.
De Harvard Step Test is tevens een meetinstrument van fitness, en het vermogen om te herstellen na een zware inspanning. De test is te vergelijken met een cardiovasculaire duurteproef. De test berekent de mogelijkheid om continu te oefenen voor langere intervallen van tijd zonder vermoeid te raken. Het onderwerp (de proefpersoon) stapt op en neer op een platform op een hoogte van ongeveer 45 centimeter met een snelheid van 30 stappen per minuut gedurende 5 minuten of tot uitputting.
Uitputting is het punt waar het onderwerp het tijdelijke tarief voor 15 seconden niet kan handhaven. Het onderwerp ligt onmiddellijk beneden de afloop van de test en de hartslagen geteld van 1 tot 1,5, 2 tot 2,5 en 3 3,5 minuten. De test is gemaakt voor de Forest Service in het begin van het jaar 1900 aan de Universiteit van Montana in Missoula. Een aantal aangepaste versies van de oorspronkelijke Harvard Step Test bestaan; een voorbeeld hiervan is de Tecumseh stappen-toets.